# Nouvelle économie keynésienne
Ne doit pas être confondu avec Néokeynésianisme ou Post-keynésianisme.
La nouvelle économie keynésienne est un courant de pensée économique actuel qui défend, dans la tradition keynésianiste, une conception des marchés comme étant instables et en concurrence imparfaite. Se voulant plus réaliste que sa concurrente, la nouvelle économie classique, la nouvelle économie keynésienne analyse l'économie comme fonctionnant avec des rigidités, des prix qui s'ajustent imparfaitement et des défaillances de marché. Parfois appelée « NEK », la nouvelle économie keynésienne réhabilite dans une certaine mesure l'intervention de l'État. Ce courant est né dans les années 1980.
Héritière du keynésianisme, elle cherche à améliorer la synthèse néoclassique en lui fournissant notamment des fondements microéconomiques solides. Elle est concurrente, au sein de la famille keynésienne, du post-keynésianisme, et au sein des écoles de pensée économique contemporaines, de la nouvelle économie classique. Issue de travaux épars, certains considèrent qu'elle a aujourd'hui fusionné avec cette dernière dans une nouvelle synthèse néoclassique.

## Histoire

### Contexte
Après la publication de la Théorie générale de l'emploi, de l'intérêt et de la monnaie par John Maynard Keynes en 1936, l'école dite de la synthèse néoclassique de John Hicks et Paul Samuelson a cherché à approfondir et à formaliser le paradigme keynésien tout en le raccordant à certaines thèses de l'école néoclassique. Du fait de ses lacunes explicatives face à la stagflation des années 1970, la synthèse néoclassique est sous le feu des critiques et perd du terrain dans le monde académique. Le keynésianisme est alors accusé de lacunes explicatives face aux nouveaux phénomènes économiques dont ses modèles ne peuvent répondre.

### Émergence
La nouvelle économie keynésienne naît progressivement à partir des travaux keynésiens postérieurs à la perte de vitesse de la synthèse néoclassique, qui, petit à petit, réintroduisent des éléments keynésiens dans un environnement académique plutôt tourné vers les synthèses de la nouvelle économie classique et de l'école monétariste. Dans la filiation keynésienne-classique, la nouvelle économie keynésienne prend ainsi la relève de la synthèse néoclassique à partir des années 1980.
Une des premières tentatives de rénovation de la synthèse néoclassique est proposée par la théorie du déséquilibre. Elle se trouve rapidement sous le feu des critiques, et laisse place à la nouvelle économie keynésienne à proprement parler, dont les plus grands noms publient dans les années 1980 et 1990 : Joseph Stiglitz, George Akerlof, James Mirrlees et Michael Spence, Janet Yellen, Gregory Mankiw, Olivier Blanchard et Lawrence Summers.
Ces auteurs étant pour la plupart issus ou enseignant dans des universités de la côte est des États-Unis ou de sa côte ouest (au Massachusetts Institute of Technology, à l'université Harvard et à l'université Columbia notamment), la NEK a parfois été surnommée « école d'eau de mer » par rapport aux économistes de la nouvelle économie classique venant de l'intérieur des terres (« économistes d'eau douce » venant, par exemple, de l'université de Chicago).
Les économistes de la NEK se donnent pour objectif d'expliquer les fondations microéconomiques des phénomènes macroéconomiques, et ce en insistant sur les facteurs générant des rigidités. Ils montrent ainsi que les marchés ne sont pas en concurrence pure et parfaite car ils ne peuvent atteindre l'équilibre général. La NEK va par conséquent mettre en lumière et expliquer l'incapacité des marchés à atteindre l'équilibre par la présence de viscosités au niveau des prix, mais aussi par une étude du pouvoir de marché des entreprises, du rôle des chocs nominaux sur l'économie, ou encore l'existence de défauts de coordination sur les marchés.

## Fondements théoriques

### Imperfections des marchés
Les nouveaux keynésiens, contrairement à la nouvelle économie classique, ne croient pas que les marchés s'équilibrent rapidement en suivant la loi de l'offre et de la demande. En effet, pour eux, les salaires et les prix ne sont pas flexibles mais « visqueux » (« sticky prices »), c'est-à-dire qu'ils ne s'ajustent pas automatiquement selon les chocs que l'économie subit. En plus de cela, les marchés souffrent de défauts de coordination et de « mauvais » équilibres de sous-emploi.
Gregory Mankiw affirme ainsi que le cœur de la NEK est la perception du système économique comme un « système d'équilibre général dynamique qui dévie d'une allocation efficiente des ressources sur le court terme à cause de prix « visqueux » et peut-être de nombre d'autres imperfections du marché ». En d'autres termes, la nouvelle économie keynésienne n'adhère pas au paradigme de la concurrence pure et parfaite.

### Viscosité des prix
Les prix et les salaires ne s'ajustent pas, selon la NEK, de manière automatique. Ils sont en effet non pas fluides, mais visqueux (sticky), ce qui explique qu'ils requièrent du temps pour se modifier. Or, ce postulat des prix visqueux a des conséquences en chaîne sur toute la théorie : dès lors que les prix ne s'ajustent pas, cela signifie que la politique monétaire peut être réhabilitée, et que les défaillances de marché (market failures) sont possibles.
Les prix ne sont en effet pas entièrement flexibles, du moins sur le court terme, car les entreprises sont plus souvent price makers que price takers, contrairement à ce que soutient la théorie libérale. Autrement dit, le prix du travail est rigide du fait de différents facteurs internes à l'entreprise. En effet, changer les prix (du travail, des produits vendus...) peut avoir un coût élevé pour l'entreprise, voire être impossible (conventions collectives, accords de branche). Les rigidités salariales nuisent à l'ajustement du marché. En plus de cela, les entreprises ont parfois intérêt à rémunérer leurs salariés au-delà du salaire d'équilibre. L'idée est qu'il est difficile d'ajuster continuellement les prix et que les changements de prix ont des externalités à savoir qu'ils n'affectent pas que la firme et ses clients.
La NEK a ainsi cherché à comprendre les causes de la viscosité des prix et des salaires, à travers des concepts comme le coût de catalogue, ou encore le salaire d'efficience.

### Asymétries d'information
La nouvelle économie keynésienne soutient que les marchés ne peuvent être parfaits car ils sont nécessairement marqués par l'asymétrie d'information. Les agents économiques ne sont pas omniscients, et ont une capacité de discernement imparfaite, ce qui entraîne des défaillances de marché. À partir de ce postulat, la NEK peut théoriser la sélection adverse étudiée par Akerlof.

### Monnaie active
La NEK réintroduit l'idée d'une monnaie active, c'est-à-dire qui peut avoir des effets sur des grandeurs réelles, comme l'emploi et la croissance, au moins sur le court terme. Cette monnaie peut être neutre dans certains cas.

## Thèses principales

### Accélérateur financier
Reprenant la théorie de l'accélérateur d'investissement, les économistes de la NEK créent la théorie de l'accélérateur financier. Une récession augmente le risque pour les banques secondaires, qui réduisent le flux de crédits qu'elles accordent aux entreprises et aux ménages. Ce tarissement du crédit réduit les opportunités de dépenses, et donc accentue la récession. Le phénomène est d'autant plus fort que les banques subissent une asymétrie d'information : leur hypervigilance est due à ce qu'elles ne savent pas si elles peuvent faire confiance aux agents à qui elles voudraient prêter.

### Cycles économiques
La NEK s'oppose à la conception des nouveaux classiques selon laquelle « les cycles s'expliquent par des chocs monétaires ou réels imprévisibles ». La NEK considère que « les récessions sont provoquées par quelque grande défaillance du marché. Aussi la nouvelle économie keynésienne justifie-t-elle dans certains cas l'intervention du gouvernement en économie ».

### Chômage
La NEK réintroduit la notion de chômage involontaire refusée par la NEC. La NEK considère que le marché ne peut s'autoréguler pour réduire le chômage. Des salaires élevés permettent une hausse de la productivité des travailleurs ; une baisse réduirait leur productivité, et donc conduirait à une hausse du chômage.

### Interventions étatiques
La NEK soutient que les marchés ne s'autorégulent pas du fait de certaines de leurs failles, regroupées sous le vocable de défaillances de marché (market failures). Ces failles sont en partie liées, pour certaines, au fait que les salaires et les prix ne s'ajustent pas automatiquement à la baisse ou à la hausse lors d'un choc économique, car ils sont sticky (visqueux). Dès lors, la NEK considère l'État comme une puissance positive lorsque ses politiques permettent de lutter contre les rigidités et de maximiser le bien-être collectif.
Les orientations principales des politiques publiques doivent être celles des restrictions des monopoles, réduire les imperfections de marché, assurer le service de biens publics, stabiliser l'environnement macroéconomique, réguler les revenus pour réduire la pauvreté et les inégalités, et définir des droits de propriété pour internaliser les externalités positives.

### Politique monétaire et monnaie
La NEK réintroduit la possibilité pour la politique monétaire d'influer sur l'emploi et à la production. Elle s'oppose ainsi aux nouveaux classiques, et est en cela plus proche des monétaristes. La possibilité de la politique monétaire à avoir un effet réel est liée à ce que les salaires et prix ne s'ajustent pas automatiquement : le caractère visqueux des prix conduit à la possibilité pour la monnaie d'être active sur les valeurs réelles. La gestion de la monnaie a des conséquences sur les variables réelles.
La baisse du taux d'intérêt incite les agents à arbitrer en défaveur de l'épargne et de l'investissement, et en faveur de la consommation ; la demande, qui augmente, stimule la demande de travail, ce qui provoque une hausse du salaire réel. Cette hausse incite les agents à travailler davantage, permettant l'accroissement de l'activité économique.

## Concepts clefs

### Anti-sélection et aléa moral
La NEK pense la sélection adverse et l'aléa moral comme des causes de l'imperfection des marchés et de la viscosité des prix. L'asymétrie d'information est ici clef : une des parties (par exemple, le salarié) a une meilleure information que l'autre, ce qui conduit à un fonctionnement inefficient des marchés.
Il y a une sélection adverse lorsque l'asymétrie d'information a lieu avant la signature d'un contrat : l'acheteur ne connaissant qu'imparfaitement le produit acheté (ou la productivité du salarié), il peut exiger un prix plus élevé. L'aléa moral a lieu lorsque le comportement d'un agent économique face au risque se modifie après la signature d'un contrat qui l'assure contre ce risque : sachant qu'il bénéficie d'une protection contre ce risque, son comportement se fait plus risqué.

### Salaire d'efficience et salaire de réserve
La NEK explique la difficulté à atteindre l'équilibre sur le marché du travail par des rigidités dues à la fixation par les entreprises de salaires qui ne correspondent pas à la productivité du salarié. En 1984, Carl Shapiro et Joseph Stiglitz créent le concept de salaire d'efficience : l'asymétrie d'information subie par les employeurs au sujet de la productivité des employés les incite à fixer un salaire supérieur à celui qu'ils devraient recevoir afin de les inciter à travailler au mieux.
Ce concept amène celui de salaire de réserve. Dans le cas où l'employé reçoit un salaire qui est au niveau de sa productivité, il ne perd théoriquement rien à changer d'emploi, et peut donc « relâcher » ses efforts au travail.

### Contrat implicite
Les nouveaux économistes keynésiens ont établi la théorie du contrat implicite. Les salariés sont réputés pour avoir une aversion au risque (risk adverse). Dès lors, on peut supposer que l'entreprise lisse le salaire nominal ou réel dans le cycle économique, sous la forme d'une prime sur les salariés contre l'assurance de ce que leur salaire ne variera pas avec le cycle.

### Fragmentation du marché du travail
La NEK étudie le marché du travail et le considère comme fragmenté. Cette fragmentation est due à l'antagonisme entre les insiders et les outsiders théorisée par Paul Osterman. Les insiders sont les salariés avec un contrat stable (les titulaires d'un CDI), et les outsiders sont les travailleurs précaires ou chômeurs. Les outsiders dont il est question, souvent jeunes et peu qualifiés, nouveaux venus sur le marché du travail, seraient prêts à travailler pour un salaire moins élevé que celui des insiders (leur salaire de réserve est plus faible), alors qu'on ne leur en laisse pas la possibilité du fait de la pression exercée par les insiders.

### Effet d'hystérèse
L'effet d'hystérèse, qui trouve son origine dans une notion de physique, est le nom donné par Olivier Blanchard au phénomène selon lequel, dans une économie, le chômage peut persister même si les causes d'origine du chômage ont disparu. Quand l'explication originelle du chômage (une crise conjoncturelle par exemple) n'est plus là, le chômage peut se maintenir à un niveau élevé en raison, par exemple, de la baisse d'employabilité et de la moindre confiance des employeurs envers des personnes qui sont restées longtemps au chômage.

### Coûts de catalogue
Les coûts de catalogue (menu costs) font partie des imperfections qui peuvent conduire à des défaillances de marché. Selon cette théorie, les entreprises ne changent pas leurs prix car les changer exige un coût d'adaptation. Les entreprises évitent ainsi les petites variations de prix. Plutôt que de modifier le prix, les entreprises vont souvent jouer sur d'autres variables, comme la qualité, la quantité (réduflation) ou les délais.

### Nouvelle courbe de Phillips
La NEK a développé une version mise à jour de la courbe de Phillips fondée sur l'écart de production.

### Modèle WS-PS
La NEK a mis en place un nouveau modèle explicatif du chômage, qui se fonde sur la boucle de rétroaction entre le salaire et le chômage. Mettant en place une alternative à la courbe de Philips, les économistes de la NEK créent ainsi un modèle à fondement microéconomique d'envergure macroéconomique.

### Modèle keynésien à effet de seuil
Le modèle keynésien à effet de seuil est un modèle macroéconomique selon lequel l'effet d'une hausse de l'endettement public sur le comportement des agents économiques, et donc sur la croissance, dépend du seuil psychologique de la dette publique. Lorsque la dette est considérée par les agents comme trop élevée, alors ces derniers épargnent, consomment moins, et réduisent ainsi l'effet d'une relance budgétaire. Ce modèle, qui n'est pas soutenu unanimement au sein de la nouvelle école keynésienne, est une réponse à la théorie de l'équivalence néo-ricardienne.

### Modèle DSGE
La nouvelle économie keynésienne a joué un rôle majeur dans la création et l'édification des modèles d'équilibre général dynamique stochastique. Les économistes de la NEK se sont basés sur le modèle des cycles réels (modèles dits RBC, pour Real Business Cycle), et les ont modifiés afin d'intégrer des caractéristiques de la NEK telles que les imperfections, le rôle de la monnaie, etc., dans la formation des cycles.

## Critiques et limites

### Ressemblances avec la nouvelle économie classique
Les nouveaux keynésiens s'opposent bien aux nouveaux classiques, dont les prescriptions sont marquées par le laissez-faire. Toutefois, certains estiment qu'il s'agit d'une victoire à la Pyrrhus pour la NEK : faisant de la viscosité des prix le cœur de sa théorie, ses conclusions sont le plus souvent qu'il faut s'opposer aux rigidités qui faussent le fonctionnement du marché en flexibilisant les salaires. Il y a ainsi une véritable rupture avec Keynes, en ce que ce dernier craignait, lorsque la demande effective est trop faible, les adaptations du marché par la baisse des prix et des salaires, qui rend possible une spirale déflationniste.
Gregory Mankiw, lui-même affilié à la NEK, considère que si cette école de pensée a des éléments proprement keynésiens, elle se rapproche plus du monétarisme que du keynésianisme originel. James K. Galbraith soutient que « les différences entre eux sont à la fois secondaires et obscures ».

### Manque d'unification
Pierre Dockès relève que la nouvelle économie keynésienne, malgré ses apports, est encore loin d'être unifiée dans une doctrine. Ainsi, nous sommes « en présence d'un corpus désarticulé », cette école ayant « un caractère hybride, polymorphe », l'empêchant de déboucher sur une politique économique alternative.

### Oppositions
Les post-keynésiens critiquent la NEK en considérant que ses modèles, qui ne prennent pas en compte les frictions monétaires, donnent des résultats erronés. Ils considèrent que la politique monétaire a des effets à long terme sur les quantités réelles.